# سدریک ورنیه
سدریک ورنیه (انگلیسی: Cédric Vernier؛ زادهٔ ۱۳ ژانویهٔ ۱۹۷۵) بازیکن فوتبال اهل فرانسه است.
از باشگاه‌هایی که در آن بازی کرده‌است می‌توان به باشگاه فوتبال دیژون، باشگاه فوتبال پاریس، و باشگاه فوتبال لانس اشاره کرد.